# Shōzō Sasahara
Shōzō Sasahara (jap. 笹原 正三 Sasahara Shōzō; ur. 28 lipca 1929 w Yamagacie, zm. 5 marca 2023) – japoński zapaśnik.

## Lata młodości
W młodości trenował judo i kendo. Zapasy zaczął uprawiać po II wojnie światowej. Absolwent Uniwersytetu Chūō.

## Kariera zawodnicza
Mistrz olimpijski z 1956 w wadze piórkowej w stylu wolnym.
Mistrz świata z 1954 w wadze piórkowej w stylu wolnym.
Trzykrotny mistrz Japonii w wadze piórkowej w stylu wolnym z lat 1953, 1954 i 1956.

## Losy po zakończeniu kariery
Od kwietnia 1989 do marca 2003 był prezesem japońskiej federacji zapaśniczej, po czym przeszedł na emeryturę, zostając jednocześnie honorowym prezesem związku. W lipcu 2006 został wpisany do Międzynarodowej Zapaśniczej Galerii Sławy. Był również honorowym wiceprezesem Międzynarodowej Federacji Zapaśniczej. Biegle znał język angielski. Zmarł 5 marca 2023.